# Khalanga (Rukum)
Khalanga (Nepali खलङ्गा; auch Musikot Khalanga) ist ein ehemaliges Village Development Committee (VDC) im Distrikt Rukum in West-Nepal.
Khalanga liegt oberhalb des Flusstals der Sani Bheri auf einer Höhe von 1500 m. Im VDC Khalanga befindet sich der Sitz der Distriktverwaltung. Der Ort verfügt über einen Flugplatz, den Musikot Airport.
Bei der Volkszählung 2011 hatte Khalanga 13.203 Einwohner (davon 6394 männlich) in 3279 Haushalten.
Ende 2014 wurde Khalanga mit dem benachbarten Sankha zu der neu gegründeten Stadt Musikot vereinigt.